# La Calzada de Béjar
La Calzada de Béjar – gmina w Hiszpanii, w prowincji Salamanka, w Kastylii i León, o powierzchni 9,45 km². W 2011 roku gmina liczyła 100 mieszkańców.